# Rivolta d'agosto
La rivolta d'agosto (in georgiano აგვისტოს აჯანყება?, agvistos adjank'eba) fu un'insurrezione contro il dominio dell'Unione Sovietica nella Repubblica Socialista Sovietica Georgiana, iniziata verso la fine di agosto del 1924 e durata fino agli inizi di settembre dello stesso anno.

## Descrizione
Sotto l'Unione Sovietica, la rivolta d'agosto rimase un tabù e non veniva menzionata quasi mai se non con contenuti ideologici. Utilizzando il suo controllo sull'istruzione e nei media, la macchina della propaganda sovietica denunciò la rivolta georgiana come una "avventura sanguinosa" avviata dai menscevichi e da altre forze reazionarie che riuscirono a coinvolgere in essa una piccola parte della popolazione istruita. Con il movimento d'indipendenza della Georgia sul finire degli anni ottanta, i combattenti anti-sovietici del 1924, in particolare, l'ufficiale e leader partigiano Kakutsa Cholokashvili, emersero come il simbolo del patriottismo georgiano e della resistenza al dominio sovietico. Il processo di "riabilitazione" delle vittime delle repressioni degli anni 1920 iniziarono con la politica di Michail Gorbačëv della Glasnost ("trasparenza") e fu completata il 25 maggio 1992 con un decreto del Consiglio di Stato della Repubblica di Georgia presieduto da Eduard Shevardnadze. In occasione dell'apertura del Museo dell'occupazione sovietica nel maggio 2006, molti archivi riservati furono resi pubblici dal Ministero dell'Interno della Georgia che iniziò a pubblicare i nomi delle vittime delle purghe del 1924 e degli altri materiali conservati negli archivi segreti dell'era sovietica.

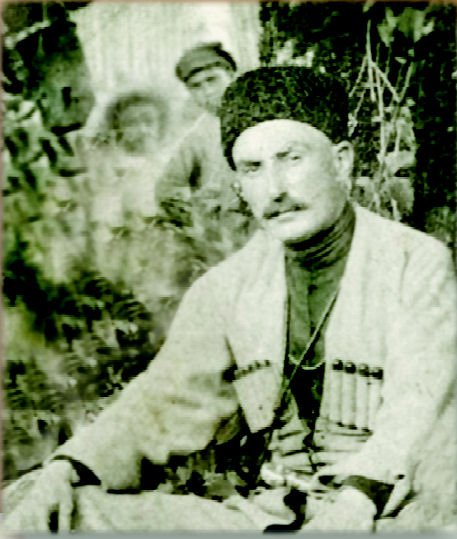
Colonnello Kakutsa Cholokashvili, un leader della guerrilla durante la ribellione